# Tour de la Isla de Chongming 2016
La 10.ª edición del Tour de la Isla de Chongming (oficialmente: 2016年环崇明岛 ) se celebró en China entre el 6 y el 8 de mayo de 2016. La carrera consistió de un total de 3 etapas y recorrió la isla fluvial de Chongming sobre una distancia total de 351,6 km.
La prueba hizo parte del UCI WorldTour Femenino 2016 como competencia de categoría 1.WWT del calendario ciclístico de máximo nivel mundial siendo la séptima carrera de dicho circuito y fue ganada por la ciclista australiana Chloe Hosking del equipo Wiggle High5. El podio lo completaron la ciclista china Huang Ting-ying de la selección de China Taipéi y la ciclista canadiense Leah Kirchmann del equipo Liv-Plantur.

## Equipos participantes
Tomaron parte en la carrera un total de 18 equipos invitados por la organización de los cuales 13 corresponden a equipos de categoría UCI Team Femenino y 5 selecciones nacionales, quienes conformaron un pelotón de 104 ciclistas de las cuales terminaron 95.
| Equipos femeninos (13)- Alé Cipollini - Astana Women's - BePink - BTC City Ljubljana - China Chongming-Liv-Champion System - Cylance - Hitec Products - Liv-Plantur - Parkhotel Valkenburg - Poitou-Charentes.Futuroscope.86 - Servetto Footon - Wiggle High5 - Thailand Women's Cycling Team Equipos nacionales (5)- República de China - Rusia - República Popular China - Hong Kong - Corea del Sur |
| |

## Etapas
| Etapa     | Fecha    | Recorrido                       | type        | Distancia (km) | Ganador         | Líder           |
| --------- | -------- | ------------------------------- | ----------- | -------------- | --------------- | --------------- |
| 1.ª etapa | 6 de may | Isla Chongming – Isla Chongming | etapa llana | 139,8          | Huang Ting-ying | Huang Ting-ying |
| 2.ª etapa | 7 de may | Isla Chongming – Isla Chongming | etapa llana | 112,8          | Chloe Hosking   | Chloe Hosking   |
| 3.ª etapa | 8 de may | Isla Chongming – Isla Chongming | etapa llana | 99             | Huang Ting-ying | Chloe Hosking   |

## Desarrollo de la carrera

### 1.ª etapa
| \| Clasificación de la etapa \| Clasificación de la etapa \| Clasificación de la etapa \| Clasificación de la etapa \| Clasificación de la etapa \| \| Ciclista \| Ciclista \| Equipo \| Tiempo \| \| \| ------------------------- \| ------------------------- \| -------------------------------- \| ------------------------- \| ------------------------- \| \| 1.ª \| Huang Ting-ying \| República de China \| 3 h 33 min 25 s \| \| \| 2.ª \| Leah Kirchmann \| Liv-Plantur \| + 0 s \| \| \| 3.ª \| Chloe Hosking \| Wiggle High5 \| + 0 s \| \| \| 4.ª \| Maria Vittoria Sperotto \| Servetto Footon \| + 0 s \| \| \| 5.ª \| Pascale Jeuland-Tranchant \| Poitou-Charentes.Futuroscope.86 \| + 0 s \| \| \| 6.ª \| Roxane Fournier \| Poitou-Charentes.Futuroscope.86 \| + 0 s \| \| \| 7.ª \| Anna Trevisi \| Alé Cipollini \| + 0 s \| \| \| 8.ª \| Annalisa Cucinotta \| Alé Cipollini \| + 0 s \| \| \| 9.ª \| Jutatip Maneephan \| Tailandia \| + 0 s \| \| \| 10.ª \| Jip van den Bos \| Parkhotel Valkenburg Continental \| + 0 s \| \| |                           |                                  |                 |
| |                           |                                  |                 |
| Fuentes: ProCyclingStats Cycling Quotient |                           |                                  |                 |
| Clasificación de la etapa |                           |                                  |                 |
| Ciclista | Ciclista                  | Equipo                           | Tiempo          |
| 1.ª | Huang Ting-ying           | República de China               | 3 h 33 min 25 s |
| 2.ª | Leah Kirchmann            | Liv-Plantur                      | + 0 s           |
| 3.ª | Chloe Hosking             | Wiggle High5                     | + 0 s           |
| 4.ª | Maria Vittoria Sperotto   | Servetto Footon                  | + 0 s           |
| 5.ª | Pascale Jeuland-Tranchant | Poitou-Charentes.Futuroscope.86  | + 0 s           |
| 6.ª | Roxane Fournier           | Poitou-Charentes.Futuroscope.86  | + 0 s           |
| 7.ª | Anna Trevisi              | Alé Cipollini                    | + 0 s           |
| 8.ª | Annalisa Cucinotta        | Alé Cipollini                    | + 0 s           |
| 9.ª | Jutatip Maneephan         | Tailandia                        | + 0 s           |
| 10.ª | Jip van den Bos           | Parkhotel Valkenburg Continental | + 0 s           |

| \| Clasificación general \| Clasificación general \| Clasificación general \| Clasificación general \| Clasificación general \| \| Ciclista \| Ciclista \| Equipo \| Tiempo \| \| \| --------------------- \| ------------------------- \| ------------------------------- \| --------------------- \| --------------------- \| \| 1.ª \| Huang Ting-ying \| República de China \| 3 h 21 min 15 s \| \| \| 2.ª \| Leah Kirchmann \| Liv-Plantur \| + 2 s \| \| \| 3.ª \| Annalisa Cucinotta \| Alé Cipollini \| + 4 s \| \| \| 4.ª \| Chloe Hosking \| Wiggle High5 \| + 6 s \| \| \| 5.ª \| Emilie Moberg \| Hitec Products \| + 7 s \| \| \| 6.ª \| Lucy Garner \| Wiggle High5 \| + 9 s \| \| \| 7.ª \| Maria Vittoria Sperotto \| Servetto Footon \| + 10 s \| \| \| 8.ª \| Pascale Jeuland-Tranchant \| Poitou-Charentes.Futuroscope.86 \| + 10 s \| \| \| 9.ª \| Roxane Fournier \| Poitou-Charentes.Futuroscope.86 \| + 10 s \| \| \| 10.ª \| Anna Trevisi \| Alé Cipollini \| + 10 s \| \| |                           |                                 |                 |
| |                           |                                 |                 |
| Fuentes: ProCyclingStats Cycling Quotient |                           |                                 |                 |
| Clasificación general |                           |                                 |                 |
| Ciclista | Ciclista                  | Equipo                          | Tiempo          |
| 1.ª | Huang Ting-ying           | República de China              | 3 h 21 min 15 s |
| 2.ª | Leah Kirchmann            | Liv-Plantur                     | + 2 s           |
| 3.ª | Annalisa Cucinotta        | Alé Cipollini                   | + 4 s           |
| 4.ª | Chloe Hosking             | Wiggle High5                    | + 6 s           |
| 5.ª | Emilie Moberg             | Hitec Products                  | + 7 s           |
| 6.ª | Lucy Garner               | Wiggle High5                    | + 9 s           |
| 7.ª | Maria Vittoria Sperotto   | Servetto Footon                 | + 10 s          |
| 8.ª | Pascale Jeuland-Tranchant | Poitou-Charentes.Futuroscope.86 | + 10 s          |
| 9.ª | Roxane Fournier           | Poitou-Charentes.Futuroscope.86 | + 10 s          |
| 10.ª | Anna Trevisi              | Alé Cipollini                   | + 10 s          |

### 2.ª etapa
| \| Clasificación de la etapa \| Clasificación de la etapa \| Clasificación de la etapa \| Clasificación de la etapa \| Clasificación de la etapa \| \| Ciclista \| Ciclista \| Equipo \| Tiempo \| \| \| ------------------------- \| ------------------------- \| -------------------------------- \| ------------------------- \| ------------------------- \| \| 1.ª \| Chloe Hosking \| Wiggle High5 \| 2 h 43 min 46 s \| \| \| 2.ª \| Leah Kirchmann \| Liv-Plantur \| + 0 s \| \| \| 3.ª \| Jip van den Bos \| Parkhotel Valkenburg Continental \| + 0 s \| \| \| 4.ª \| Emilie Moberg \| Hitec Products \| + 0 s \| \| \| 5.ª \| Annalisa Cucinotta \| Alé Cipollini \| + 0 s \| \| \| 6.ª \| Sheyla Gutiérrez \| Cylance \| + 0 s \| \| \| 7.ª \| Mia Radotić \| BTC City Ljubljana \| + 0 s \| \| \| 8.ª \| Gu Sung-eun \| Corea del Sur \| + 0 s \| \| \| 9.ª \| Roxane Fournier \| Poitou-Charentes.Futuroscope.86 \| + 0 s \| \| \| 10.ª \| Arianna Fidanza \| Astana Women's Team \| + 0 s \| \| |                    |                                  |                 |
| |                    |                                  |                 |
| Fuentes: ProCyclingStats Cycling Quotient |                    |                                  |                 |
| Clasificación de la etapa |                    |                                  |                 |
| Ciclista | Ciclista           | Equipo                           | Tiempo          |
| 1.ª | Chloe Hosking      | Wiggle High5                     | 2 h 43 min 46 s |
| 2.ª | Leah Kirchmann     | Liv-Plantur                      | + 0 s           |
| 3.ª | Jip van den Bos    | Parkhotel Valkenburg Continental | + 0 s           |
| 4.ª | Emilie Moberg      | Hitec Products                   | + 0 s           |
| 5.ª | Annalisa Cucinotta | Alé Cipollini                    | + 0 s           |
| 6.ª | Sheyla Gutiérrez   | Cylance                          | + 0 s           |
| 7.ª | Mia Radotić        | BTC City Ljubljana               | + 0 s           |
| 8.ª | Gu Sung-eun        | Corea del Sur                    | + 0 s           |
| 9.ª | Roxane Fournier    | Poitou-Charentes.Futuroscope.86  | + 0 s           |
| 10.ª | Arianna Fidanza    | Astana Women's Team              | + 0 s           |

| \| Clasificación general \| Clasificación general \| Clasificación general \| Clasificación general \| Clasificación general \| \| Ciclista \| Ciclista \| Equipo \| Tiempo \| \| \| --------------------- \| --------------------- \| -------------------------------- \| --------------------- \| --------------------- \| \| 1.ª \| Chloe Hosking \| Wiggle High5 \| 6 h 04 min 52 s \| \| \| 2.ª \| Leah Kirchmann \| Liv-Plantur \| + 4 s \| \| \| 3.ª \| Huang Ting-ying \| República de China \| + 9 s \| \| \| 4.ª \| Annalisa Cucinotta \| Alé Cipollini \| + 11 s \| \| \| 5.ª \| Jip van den Bos \| Parkhotel Valkenburg Continental \| + 15 s \| \| \| 6.ª \| Roxane Fournier \| Poitou-Charentes.Futuroscope.86 \| + 16 s \| \| \| 7.ª \| Emilie Moberg \| Hitec Products \| + 16 s \| \| \| 8.ª \| Mia Radotić \| BTC City Ljubljana \| + 18 s \| \| \| 9.ª \| Lucy Garner \| Wiggle High5 \| + 18 s \| \| \| 10.ª \| Sheyla Gutiérrez \| Cylance \| + 19 s \| \| |                    |                                  |                 |
| |                    |                                  |                 |
| Fuentes: ProCyclingStats Cycling Quotient |                    |                                  |                 |
| Clasificación general |                    |                                  |                 |
| Ciclista | Ciclista           | Equipo                           | Tiempo          |
| 1.ª | Chloe Hosking      | Wiggle High5                     | 6 h 04 min 52 s |
| 2.ª | Leah Kirchmann     | Liv-Plantur                      | + 4 s           |
| 3.ª | Huang Ting-ying    | República de China               | + 9 s           |
| 4.ª | Annalisa Cucinotta | Alé Cipollini                    | + 11 s          |
| 5.ª | Jip van den Bos    | Parkhotel Valkenburg Continental | + 15 s          |
| 6.ª | Roxane Fournier    | Poitou-Charentes.Futuroscope.86  | + 16 s          |
| 7.ª | Emilie Moberg      | Hitec Products                   | + 16 s          |
| 8.ª | Mia Radotić        | BTC City Ljubljana               | + 18 s          |
| 9.ª | Lucy Garner        | Wiggle High5                     | + 18 s          |
| 10.ª | Sheyla Gutiérrez   | Cylance                          | + 19 s          |

### 3.ª etapa
| \| Clasificación de la etapa \| Clasificación de la etapa \| Clasificación de la etapa \| Clasificación de la etapa \| Clasificación de la etapa \| \| Ciclista \| Ciclista \| Equipo \| Tiempo \| \| \| ------------------------- \| ------------------------- \| -------------------------------- \| ------------------------- \| ------------------------- \| \| 1.ª \| Huang Ting-ying \| República de China \| 2 h 26 min 06 s \| \| \| 2.ª \| Roxane Fournier \| Poitou-Charentes.Futuroscope.86 \| + 0 s \| \| \| 3.ª \| Ilona Hoeksma \| Parkhotel Valkenburg Continental \| + 0 s \| \| \| 4.ª \| Jermaine Post \| Parkhotel Valkenburg Continental \| + 0 s \| \| \| 5.ª \| Sheyla Gutiérrez \| Cylance \| + 0 s \| \| \| 6.ª \| Jip van den Bos \| Parkhotel Valkenburg Continental \| + 0 s \| \| \| 7.ª \| Pascale Jeuland-Tranchant \| Poitou-Charentes.Futuroscope.86 \| + 0 s \| \| \| 8.ª \| Arianna Fidanza \| Astana Women's Team \| + 0 s \| \| \| 9.ª \| Sara Mustonen \| Liv-Plantur \| + 0 s \| \| \| 10.ª \| Leah Kirchmann \| Liv-Plantur \| + 0 s \| \| |                           |                                  |                 |
| |                           |                                  |                 |
| Fuente: ProCyclingStats |                           |                                  |                 |
| Clasificación de la etapa |                           |                                  |                 |
| Ciclista | Ciclista                  | Equipo                           | Tiempo          |
| 1.ª | Huang Ting-ying           | República de China               | 2 h 26 min 06 s |
| 2.ª | Roxane Fournier           | Poitou-Charentes.Futuroscope.86  | + 0 s           |
| 3.ª | Ilona Hoeksma             | Parkhotel Valkenburg Continental | + 0 s           |
| 4.ª | Jermaine Post             | Parkhotel Valkenburg Continental | + 0 s           |
| 5.ª | Sheyla Gutiérrez          | Cylance                          | + 0 s           |
| 6.ª | Jip van den Bos           | Parkhotel Valkenburg Continental | + 0 s           |
| 7.ª | Pascale Jeuland-Tranchant | Poitou-Charentes.Futuroscope.86  | + 0 s           |
| 8.ª | Arianna Fidanza           | Astana Women's Team              | + 0 s           |
| 9.ª | Sara Mustonen             | Liv-Plantur                      | + 0 s           |
| 10.ª | Leah Kirchmann            | Liv-Plantur                      | + 0 s           |

## Clasificaciones finales
Las clasificaciones finalizaron de la siguiente forma:

### Clasificación general
| \| Clasificación general \| Clasificación general \| Clasificación general \| Clasificación general \| Clasificación general \| \| Ciclista \| Ciclista \| Equipo \| Tiempo \| \| \| --------------------- \| --------------------- \| -------------------------------- \| --------------------- \| --------------------- \| \| 1.ª \| Chloe Hosking \| Wiggle High5 \| 8 h 30 min 56 s \| \| \| 2.ª \| Huang Ting-ying \| República de China \| + 1 s \| \| \| 3.ª \| Leah Kirchmann \| Liv-Plantur \| + 5 s \| \| \| 4.ª \| Annalisa Cucinotta \| Alé Cipollini \| + 11 s \| \| \| 5.ª \| Roxane Fournier \| Poitou-Charentes.Futuroscope.86 \| + 12 s \| \| \| 6.ª \| Jip van den Bos \| Parkhotel Valkenburg Continental \| + 17 s \| \| \| 7.ª \| Ilona Hoeksma \| Parkhotel Valkenburg Continental \| + 17 s \| \| \| 8.ª \| Emilie Moberg \| Hitec Products \| + 18 s \| \| \| 9.ª \| Olena Pavlukhina \| BTC City Ljubljana \| + 18 s \| \| \| 10.ª \| Eugenia Bujak \| BTC City Ljubljana \| + 18 s \| \| |                    |                                  |                 |
| |                    |                                  |                 |
| Fuente: ProCyclingStats |                    |                                  |                 |
| Clasificación general |                    |                                  |                 |
| Ciclista | Ciclista           | Equipo                           | Tiempo          |
| 1.ª | Chloe Hosking      | Wiggle High5                     | 8 h 30 min 56 s |
| 2.ª | Huang Ting-ying    | República de China               | + 1 s           |
| 3.ª | Leah Kirchmann     | Liv-Plantur                      | + 5 s           |
| 4.ª | Annalisa Cucinotta | Alé Cipollini                    | + 11 s          |
| 5.ª | Roxane Fournier    | Poitou-Charentes.Futuroscope.86  | + 12 s          |
| 6.ª | Jip van den Bos    | Parkhotel Valkenburg Continental | + 17 s          |
| 7.ª | Ilona Hoeksma      | Parkhotel Valkenburg Continental | + 17 s          |
| 8.ª | Emilie Moberg      | Hitec Products                   | + 18 s          |
| 9.ª | Olena Pavlukhina   | BTC City Ljubljana               | + 18 s          |
| 10.ª | Eugenia Bujak      | BTC City Ljubljana               | + 18 s          |

### Clasificación por puntos
| Clasificación por puntos | Clasificación por puntos | Clasificación por puntos | Clasificación por puntos | Clasificación por puntos |
| Ciclista                 | Ciclista                 | Equipo                   | Puntos                   |                          |
| ------------------------ | ------------------------ | ------------------------ | ------------------------ | ------------------------ |

### Clasificación de la montaña
| Clasificación de la montaña | Clasificación de la montaña | Clasificación de la montaña      | Clasificación de la montaña | Clasificación de la montaña |
| Ciclista                    | Ciclista                    | Equipo                           | Puntos                      |                             |
| --------------------------- | --------------------------- | -------------------------------- | --------------------------- | --------------------------- |
| 1.ª                         | Chloe Hosking               | Wiggle High5                     | 35 pts                      |                             |
| 2.ª                         | Leah Kirchmann              | Liv-Plantur                      | 30 pts                      |                             |
| 3.ª                         | Huang Ting-ying             | República de China               | 28 pts                      |                             |
| 4.ª                         | Annalisa Cucinotta          | Alé Cipollini                    | 25 pts                      |                             |
| 5.ª                         | Roxane Fournier             | Poitou-Charentes.Futuroscope.86  | 24 pts                      |                             |
| 6.ª                         | Jip van den Bos             | Parkhotel Valkenburg Continental | 16 pts                      |                             |
| 7.ª                         | Emilie Moberg               | Hitec Products                   | 12 pts                      |                             |
| 8.ª                         | Sheyla Gutiérrez            | Cylance                          | 11 pts                      |                             |
| 9.ª                         | Ilona Hoeksma               | Parkhotel Valkenburg Continental | 10 pts                      |                             |
| 10.ª                        | Pascale Jeuland-Tranchant   | Poitou-Charentes.Futuroscope.86  | 10 pts                      |                             |

### Clasificación del mejor joven
| Clasificación del mejor joven | Clasificación del mejor joven | Clasificación del mejor joven    | Clasificación del mejor joven | Clasificación del mejor joven |
| Ciclista                      | Ciclista                      | Equipo                           | Tiempo                        |                               |
| ----------------------------- | ----------------------------- | -------------------------------- | ----------------------------- | ----------------------------- |
| 1.ª                           | Jip van den Bos               | Parkhotel Valkenburg Continental | 8 h 31 min 13 s               |                               |
| 2.ª                           | Maria Vittoria Sperotto       | Servetto Footon                  | + 3 s                         |                               |
| 3.ª                           | Lucy Garner                   | Wiggle High5                     | + 3 s                         |                               |
| 4.ª                           | Sheyla Gutiérrez              | Cylance                          | + 4 s                         |                               |
| 5.ª                           | Arianna Fidanza               | Astana Women's Team              | + 4 s                         |                               |
| 6.ª                           | Eva Buurman                   | Parkhotel Valkenburg Continental | + 4 s                         |                               |
| 7.ª                           | Alexandra Chekina             | Rusia                            | + 4 s                         |                               |
| 8.ª                           | Eugénie Duval                 | Poitou-Charentes.Futuroscope.86  | + 4 s                         |                               |
| 9.ª                           | Rachele Barbieri              | Cylance                          | + 4 s                         |                               |
| 10.ª                          | Yang Qianyu                   | Hong Kong                        | + 4 s                         |                               |

### Clasificación por equipos
| Clasificación por equipos | Clasificación por equipos           | Clasificación por equipos | Clasificación por equipos |
| Equipo                    | Equipo                              | Tiempo                    |                           |
| ------------------------- | ----------------------------------- | ------------------------- | ------------------------- |
| 1.º                       | Parkhotel Valkenburg                | 25 h 33 min 51 s          |                           |
| 2.º                       | Poitou-Charentes.Futuroscope.86     | + 0 s                     |                           |
| 3.º                       | Wiggle High5                        | + 0 s                     |                           |
| 4.º                       | Liv-Plantur                         | + 0 s                     |                           |
| 5.º                       | Hitec Products                      | + 0 s                     |                           |
| 6.º                       | Astana Women's                      | + 0 s                     |                           |
| 7.º                       | BTC City Ljubljana                  | + 0 s                     |                           |
| 8.º                       | China Chongming-Liv-Champion System | + 0 s                     |                           |
| 9.º                       | Corea del Sur                       | + 0 s                     |                           |
| 10.º                      | Servetto Footon                     | + 0 s                     |                           |

## Evolución de las clasificaciones
| Etapa                   | Vencedora               | Clasificación general | Clasificación por puntos | Clasificación de la montaña | Clasificación de las jóvenes | Clasificación de la mejor asiática | Clasificación por equipos |
| ----------------------- | ----------------------- | --------------------- | ------------------------ | --------------------------- | ---------------------------- | ---------------------------------- | ------------------------- |
| 1.ª                     | Huang Ting-ying         | Huang Ting-ying       | Leah Kirchmann           | Emilia Fahlin               | Lucy Garner                  | Huang Ting-ying                    |                           |
| 2.ª                     | Chloe Hosking           | Chloe Hosking         | Chloe Hosking            | Emilia Fahlin               | Jip van den Bos              | Huang Ting-ying                    |                           |
| 3.ª                     | Huang Ting-ying         | Chloe Hosking         | Chloe Hosking            | Chloe Hosking               | Jip van den Bos              | Huang Ting-ying                    | Parkhotel Valkenburg      |
| Clasificaciones finales | Clasificaciones finales | Chloe Hosking         | Chloe Hosking            | Chloe Hosking               | Jip van den Bos              | Huang Ting-ying                    | Parkhotel Valkenburg      |

## UCI WorldTour Femenino
El Tour de la Isla de Chongming otorga puntos para el UCI WorldTour Femenino 2016, incluyendo a todas las corredoras de los equipos en las categorías UCI Team Femenino. Las siguientes tablas muestran el baremo de puntuación y las 10 corredoras que obtuvieron más puntos:
| Posición              | 1.ª | 2.ª | 3.ª | 4.ª | 5.ª | 6.ª | 7.ª | 8.ª | 9.ª | 10.ª | 11.ª | 12.ª | 13.ª | 14.ª | 15.ª | 16.ª | 17.ª | 18.ª | 19.ª | 20.ª |
| Clasificación general | 120 | 100 | 85  | 70  | 60  | 50  | 40  | 35  | 30  | 25   | 20   | 18   | 16   | 14   | 12   | 10   | 8    | 6    | 4    | 2    |
| Por etapa             | 25  | 20  | 18  | 16  | 14  | 12  | 10  | 8   | 6   | 4    |      |      |      |      |      |      |      |      |      |      |
| Líder                 | 6   |     |     |     |     |     |     |     |     |      |      |      |      |      |      |      |      |      |      |      |

| Clasificación | Clasificación      | Clasificación                   | Clasificación | Clasificación | Clasificación | Clasificación |
| Posición      | Ciclista           | Equipo                          | General       | Etapa         | Líder         | Total         |
| ------------- | ------------------ | ------------------------------- | ------------- | ------------- | ------------- | ------------- |
| 1.ª           | Chloe Hosking      | Wiggle High5                    | 120           | 43            | 6             | 169           |
| 2.ª           | Huang Ting-ying    | Taiwán                          | 100           | 50            | 6             | 156           |
| 3.ª           | Leah Kirchmann     | Liv-Plantur                     | 85            | 44            | -             | 129           |
| 4.ª           | Roxane Fournier    | Poitou-Charentes.Futuroscope.86 | 60            | 38            | -             | 98            |
| 5.ª           | Annalisa Cucinotta | Alé Cipollini                   | 70            | 22            | -             | 92            |
| 6.ª           | Jip van den Bos    | Parkhotel Valkenburg            | 50            | 34            | -             | 84            |
| 7.ª           | Ilona Hoeksma      | Parkhotel Valkenburg            | 40            | 18            | -             | 58            |
| 8.ª           | Emilie Moberg      | Hitec Products                  | 35            | 16            | -             | 51            |
| 9.ª           | Sheyla Gutiérrez   | Cylance Pro Cycling             | 14            | 26            | -             | 40            |
| 10.ª          | Pascale Jeuland    | Poitou-Charentes.Futuroscope.86 | 12            | 24            | -             | 36            |